# Citizendium
Citizendium (citizen's compendium, il "compendio del cittadino") è un progetto wiki aperto e non profit per creare una enciclopedia online che combini la partecipazione degli utenti alla direzione di esperti.

## Storia
È nato alla fine del 2006 sulla base dei contenuti e del software di Wikipedia, con la prospettiva di assumere nel tempo una vita propria. È stato lanciato ufficialmente il 28 marzo 2007 e attualmente è sviluppato solo in lingua inglese.
Le caratteristiche principali che differenziano Citizendium da Wikipedia:
- possono contribuire solo utenti registrati con i loro nomi reali, allo scopo di attribuire loro maggiore responsabilità;
- gli utenti devono fornire il proprio curriculum a garanzia delle informazioni immesse nel testo, allo scopo di raggiungere una maggiore affidabilità;
- ai singoli utenti viene associato un rating pubblico di affidabilità in base alle competenze dichiarate e alla qualità dei contributi forniti al progetto.

L'iscrizione è gratuita e aperta a chiunque e non subordinata ad una preventiva verifica del CV o approvazione da parte degli amministratori.
Come Wikipedia, è un progetto non profit che si finanzia accettando donazioni e sponsorizzazioni non intrusive.
Il progetto è originato da Larry Sanger, cofondatore di Wikipedia, che in merito al progetto ha previsto che i migliori utenti di Wikipedia potrebbero passare a Citizendium poiché quest'ultimo pone vincoli contro il dilettantismo e l'anonimato (pur non avendo come scopo quello di sottrarre contributori o traffico a Wikipedia). Il progetto riprende le idee di Sanger relative a Nupedia (2000-2003).
A marzo 2013 Citizendium ha raggiunto le 16.400 voci.

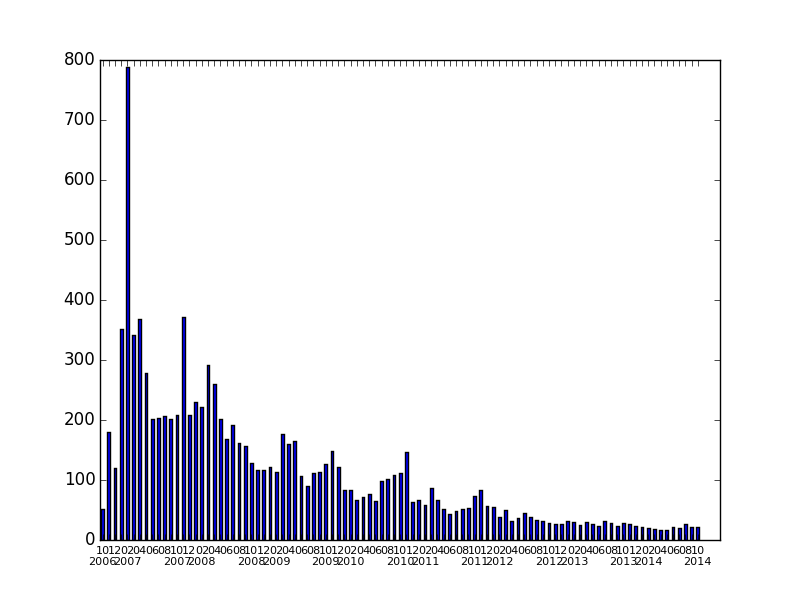
Numero di edit mensili
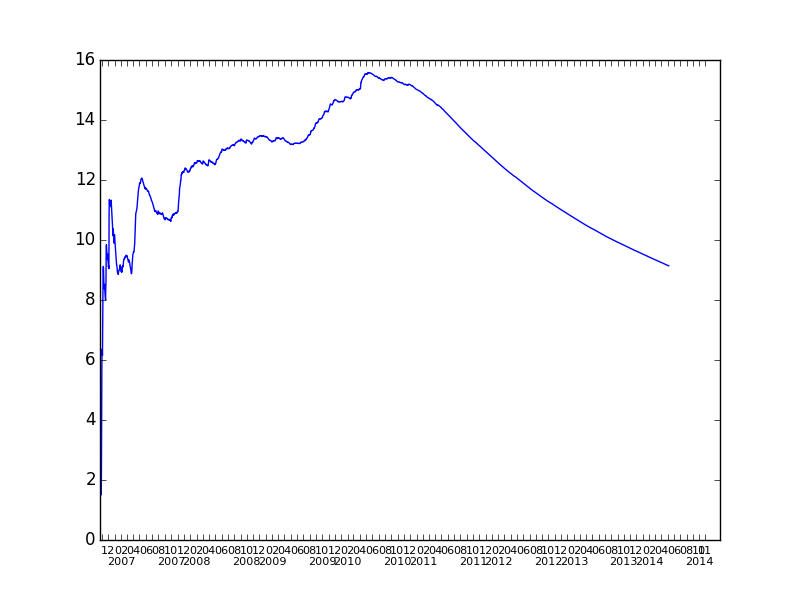
Numero di voci create mensili
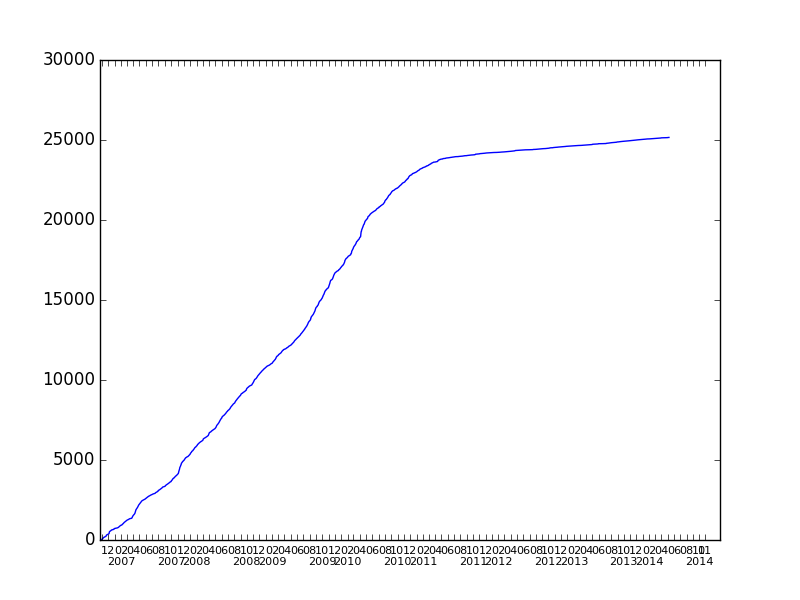
Progressione del numero di voci